# استار سیریوس
استار سیریوس (به انگلیسی: Star Sirius) یک کشتی است.